# Mailly-Maillet
Mailly-Maillet é uma comuna francesa na região administrativa de Altos da França, no departamento de Somme. Estende-se por uma área de 11,14 km². Em 2010 a comuna tinha 635 habitantes (densidade: 57 hab./km²).